# Oh My God (Kaiser Chiefs)
Oh My God is een single van de Engelse indierockband Kaiser Chiefs. Deze debuutsingle kwam uit op 17 mei 2004 via het Drowned in Sound-label, waarbij het positie #66 haalde in de Engelse hitlijsten. Op 21 februari 2005 werd het nummer nog eens uitgegeven waarbij het #6 haalde in de hitlijst wat zorgde voor hun eerste Top 10 hit. Het was hun hoogste notering ooit totdat Ruby #1 haalde in de Engelse hitlijsten in 2007.
Van de originele release in 2004 zijn slechts 500 stuks gemaakt waardoor deze zeldzaam zijn. De originele B-kanten waren demo's van "Born to Be a Dancer" en "Caroline, Yes".

## Nummers
Alle muziek en teksten zijn geschreven door Kaiser Chiefs. 
| Nr. | Titel               | Duur |
| --- | ------------------- | ---- |
| 1.  | Oh My God           |      |
| 2.  | Born to Be a Dancer |      |
| 3.  | Caroline, Yes       |      |

### Heruitgave
| Nr. | Titel              | Duur |
| --- | ------------------ | ---- |
| 1.  | Oh My God          |      |
| 2.  | The Brightest Star |      |

| Nr. | Titel           | Duur |
| --- | --------------- | ---- |
| 1.  | Oh My God       |      |
| 2.  | Think About You |      |

| Nr. | Titel                      | Duur |
| --- | -------------------------- | ---- |
| 1.  | Oh My God                  |      |
| 2.  | Hard Times Send Me         |      |
| 3.  | Born to Be a Dancer (Demo) |      |
| 4.  | Oh My God (Video)          |      |

## Single Top 100
| "Oh My God" in de Nederlandse Single Top 100 - binnen: 21-05-2005 | "Oh My God" in de Nederlandse Single Top 100 - binnen: 21-05-2005 | "Oh My God" in de Nederlandse Single Top 100 - binnen: 21-05-2005 | "Oh My God" in de Nederlandse Single Top 100 - binnen: 21-05-2005 |
| Week                                                              | 1                                                                 | 2                                                                 | 3                                                                 |
| ----------------------------------------------------------------- | ----------------------------------------------------------------- | ----------------------------------------------------------------- | ----------------------------------------------------------------- |
| Nummer                                                            | 82                                                                | 93                                                                | 97                                                                |